# Дубище (Барановицький район)
Дубище (біл. Дубішча) — село в Білорусі, у Барановицькому районі Берестейської області. Орган місцевого самоврядування — Жемчужненська сільська рада.

## Населення
За переписом населення Білорусі 2009 року чисельність населення села становила 1 особа.